# Sasikala
Vivekanandan Krishnaveni Sasikala, znana częściej jako Sasikala (tamil. சசிகலா; ur. 18 sierpnia 1957 w Thiruthuraipoondi) – indyjska polityk. Pochodzi ze społeczności Thevarów. Wpływy zawdzięcza bliskiej relacji z Jayalalithą, której powierniczką była na przestrzeni kilku dekad. Zaangażowała się w działalność Ogólnoindyjskiej Partii Ludu Drawidów (AIADMK), odegrała istotną, zakulisową rolę w kryzysie sukcesyjnym po śmierci M.G. Ramachandrana. Uwikłana w liczne skandale korupcyjne, zbudowała rozległe imperium biznesowe. Po śmierci Jayalalithy jedna z głównych postaci walczących o kontrolę nad AIADMK, sekretarz generalna partii (2016–2017). Pozbawiona partyjnego członkostwa, od 2017 do 2021 odbywała karę pozbawienia wolności za korupcję w więzieniu w Bengaluru. Zaangażowała się w działalność ugrupowania Amma Makkal Munnetra Kazhagam (AMMK), podjęła też działania celem odzyskania kontroli nad AIADMK. Uwieczniona w indyjskiej kulturze popularnej, przez zwolenników określana mianem chinnammy (małej mateczki), wykorzystuje też tytuł Puratchi Thai (rewolucyjnej matki).

## Życiorys

### Młodość i początki kariery
Urodziła się w Thiruthuraipoondi w ówczesnym stanie Madras, w rodzinie należącej do społeczności Thevarów, jako piąta z szóstki rodzeństwa. Dorastała w Mannargudi w pobliżu Thanjavuru. Jej ojciec interesował się życiem politycznym, a na jego poglądy wpłynął E.V. Ramaswami, znany jako periyar. Wcześnie zakończyła formalną edukację, w 1973 wyszła za mąż za M. Natarajana. Ślubu młodej parze udzielił M. Karunanidhi, natomiast sama ceremonia miała świecki charakter. Jej małżonek, pracownik stanowego rządu, na początku lat osiemdziesiątych zdobył znaczne wpływy w rządzącej Ogólnoindyjskiej Partii Ludu Drawidów (AIADMK), głównie dzięki przyjaźni z premierem M.G. Ramachandranem. W kontakt z elitą partyjną weszła też Sasikala, nawiązując bliskie kontakty z Jayalalithą, partyjną sekretarz ds. propagandy. Była właścicielką wypożyczalni kaset wideo Vinod Video Centre w stanowej stolicy, wkrótce przebranżowiła się i zaczęła pracować przy wizualnym utrwalaniu wieców AIADMK. Jej relacja z Jayalalithą pogłębiała się, z czasem zaczęła towarzyszyć polityk przy niemal wszystkich okazjach, wreszcie zaś przeniosła się do Veda Nilayam w Poes Garden, jej rezydencji w Ćennaj.

### Relacja z Jayalalithą i działalność w AIADMK

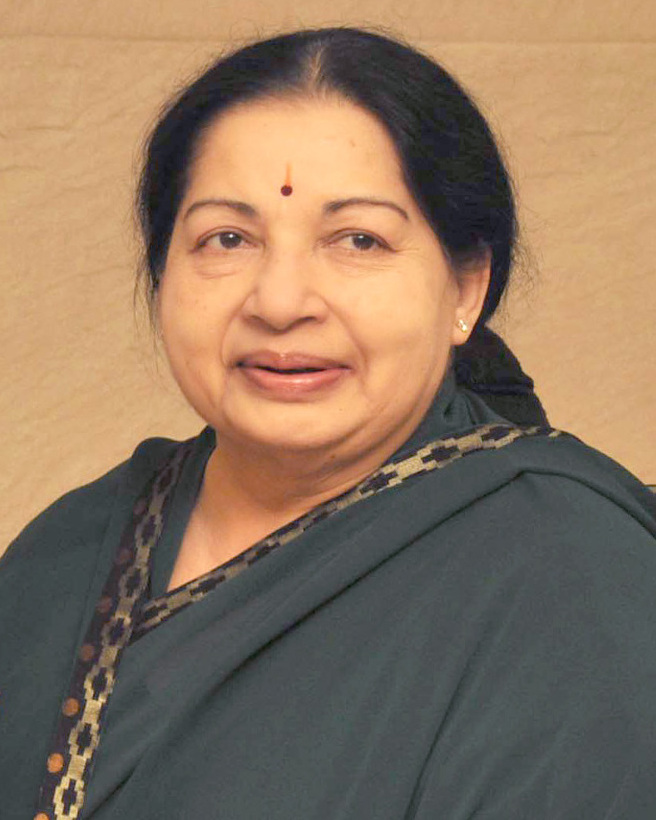
Jayalalitha, przyjaciółka i polityczna mentorka Sasikali

Odegrała istotną, zakulisową rolę w czasie kryzysu sukcesyjnego w AIADMK po śmierci M. G. Ramachandrana (1987). Wraz z grupą swych powinowatych zajmowała się ochroną swej przyjaciółki. Po przejęciu kontroli nad AIADMK przez Jayalalithę (1989) Sasikala stała się wpływową osobą w strukturach partyjnych. Łączone z nią skandale, w tym ekstrawaganckie wesele jednego z jej krewnych z 1995, wymieniano często wśród przyczyn porażki wyborczej AIADMK z 1996. Jayalalitha niemniej konsekwentnie broniła swej zaufanej powierniczki, wielokrotnie określając ją mianem siostry. Natura łączącego je związku stała się podstawą intensywnych spekulacji medialnych, włącznie z, najprawdopodobniej nieuprawnionymi, pogłoskami o homoseksualizmie. W źródłach tamilskojęzycznych pojawia się w odniesieniu do Sasikali słowo thozhi. W okresie przed kolonizacją europejską terminu tego używano wobec towarzyszek arystokratek i członkiń rodów królewskich. Zwrócono jednocześnie uwagę na to, że oddanie okazywane Sasikali przez Jayalalithę mogło przysparzać tej ostatniej popularności wśród tamilskich wyborców.
Na krótko wyrzucona z AIADMK (2011–2012), była jednakże w stanie utrzymać pozycję doradczyni Jayalalithy. Zbudowała rozległe imperium biznesowe, nabyła liczne nieruchomości, kontrolowała również powiązaną z partią telewizję Jaya TV. Uwikłana w rozmaite skandale korupcyjne, była jedną z oskarżonych w głośnej sprawie korupcyjnej z 1996. Szeroki krąg jej krewnych z czasem zaczął być opisywany jako mafia, także przez wyższych funkcjonariuszy partyjnych. Jednak Sasikala, z racji bliskości z liderką, zaczęła być włączana do otaczającego ją kultu jednostki, przez propagandę partyjną bywała określana mianem chinnammy (małej mateczki).

### Kryzys sukcesyjny w partii oraz pobyt w więzieniu
Była jedną z kluczowych postaci w trakcie kryzysu sukcesyjnego w AIADMK po śmierci Jayalalithy w grudniu 2016. 29 grudnia 2016, decyzją rady generalnej, mianowana sekretarzem generalnym partii. 5 lutego 2017 wybrana liderką AIADMK w stanowym Zgromadzeniu Ustawodawczym, nie objęła jednakże łączonej z tym stanowiskiem funkcji stanowego premiera. Dziewięć dni później skazana na cztery lata pozbawienia wolności w związku ze wspomnianą sprawą korupcyjną z 1996. Przewieziona do Bengaluru w Karnatace, gdzie została osadzona w więzieniu Parappana Agrahara. 21 stycznia 2021 zdiagnozowano u niej COVID-19, leczona była na oddziale intensywnej terapii Victoria Hospital w Bengaluru. Sześć dni później została formalnie zwolniona z więzienia, pozostając we wspomnianej wyżej placówce medycznej. Szpital opuściła 31 stycznia 2021. 3 marca tego samego roku ogłosiła wycofanie się z działalności politycznej. Posunięcie to bywa niemniej interpretowane jako raczej przemyślana zagrywka niż rzeczywiste pożegnanie się z ambicjami i nadzieją na wpływ na wydarzenia w Tamilnadu. W kolejnych miesiącach, w związku z porażką AMMK w wyborach stanowych, zaczęła podejmować starania na rzecz stopniowego przejęcia kontroli nad AIADMK. Staranna kampania medialna zainicjowana przez jej otoczenie, połączona z próbami pozyskania zaufania takich luminarzy jak Pulamaipithan czy Karappu Maya Thevar, ma – zdaniem analityków – być wymierzona początkowo w aktyw partyjny.
Usunięta z funkcji sekretarza generalnego AIADMK w sierpniu 2017, została pozbawiona również członkostwa w tej formacji. Związała się następnie z założoną przez swego krewniaka T. T. V. Dhinakarana partią Amma Makkal Munnetra Kazhagam (AMMK), stając ostatecznie na jej czele. Wedle doniesień medialnych czas w więzieniu spędzała na nauce języka kannada, w ramach zajęć resocjalizacyjnych zajmowała się również produkcją świec. Jej potencjalna rola w tamilskiej polityce po opuszczeniu więzienia była obiektem intensywnych spekulacji i analiz, szczególnie w kontekście wyborów stanowych w 2021.

### Dalsza kariera polityczna
Nasilający się konflikt między współkierującymi AIADMK O. Panneerselvamem i Edappadim K. Palaniswamim był analizowany jako jeden z czynników sprzyjających powrotowi Sasikali do AIADMK oraz do ponownego przejęcia przez nią kontroli nad macierzystą formacją. Porażka partii w tamilskich wyborach samorządowych z 2021 pogłębiła jeszcze kryzys w partyjnym kierownictwie.Sytuacja wewnątrz partii pozostaje jednak niejasna. Nie wszystkie też sygnały i wydarzenia wskazują na umacnianie się pozycji Sasikali. 1 grudnia 2021, na spotkaniu komitetu wykonawczego AIADMK w Ćennaj, postanowiono wprowadzić zmiany w partyjnym statusie. W praktyce wykluczają one przejęcie przywództwa przez Sasikalę. Wzmacniają pozycję kierujących ugrupowaniem od 2017 współkoordynatorów, przewidują, że wybierani są oni wspólnie przez członków partii oraz w ich rękach umieszcza wszystkie uprawnienia dawniej przysługujące sekretarzowi generalnemu.
16 października 2021 Sasikala złożyła wizytę w poświęconym Jayalalicie mauzoleum. Ogłosiła się przy tej okazji rewolucyjną matką (Puratchi Thai). Podobne tytuły honorowe, podkreślające zalety i dokonania noszącej je osoby, mają długą tradycję w tamilskim życiu politycznym. Tytuł wybrany przez Sasikalę ma ją zrównywać z M.G. Ramachandranem i Jayalalithą. Następnego dnia odwiedziła z kolei mauzoleum M.G. Ramachandrana. Odsłoniła tam tabliczkę, na której określono ją mianem sekretarz generalnej AIADMK. Poczynania te, mające dużą wartość symboliczną, komentowano w kontekście obchodów rocznicy założenia AIADMK.

## Sasikala w indyjskiej kulturze popularnej
Sasikala oraz jej burzliwa działalność polityczna znalazły odzwierciedlenie w indyjskiej kulturze popularnej. W filmie Thalaivi w reżyserii A.L. Vijaya w rolę Sasikali wcieliła się Poorna. Stworzenie filmu opowiadającego o przyjaźni między Sasikalą i Jayalalithą zapowiadał również Ram Gopal Varma.